# روابط کانادا و لسوتو
روابط کانادا و لسوتو به مناسبات دوجانبه میان کانادا و لسوتو اشاره دارد. این دو کشور در سال ۱۹۶۶ روابط دیپلماتیک خود را آغاز کردند.کسب‌وکارها و نهادهای محلی در لسوتو می‌توانند برای دریافت حمایت مالی از «صندوق کانادا برای ابتکارات محلی» اقدام کنند؛ صندوقی که تمرکز آن بر پشتیبانی از پروژه‌هایی با محوریت برابری جنسیتی، توانمندسازی زنان و توسعه پایدار در جوامع محلی است.

## تجارت
در سال ۲۰۱۷، حجم مبادلات تجاری دو کشور حدود ۱۰ میلیون دلار آمریکا بود که شامل ۹٫۷ میلیون دلار واردات کانادا از لسوتو و ۳۰۲ هزار دلار صادرات کانادا به لسوتو می‌شد.

## کمک‌های خارجی و توسعه
سازمان‌های غیردولتی کانادایی و کمک‌های خارجی ارائه‌شده توسط دولت کانادا موجب بهبود وضعیت بهداشت و آموزش در لسوتو شده‌اند. چندین سیاستمدار لسوتو از جمله پاکالیتا موسیسیلی، چهارمین نخست‌وزیر لسوتو، با استفاده از بورسیه‌های تحصیلی ارائه‌شده توسط کانادا موفق به دریافت مدرک دانشگاهی شده‌اند. کانادا به تقویت روابط خود ادامه می‌دهد و با افزایش کمک‌های خارجی و بورسیه‌های دانشگاهی برای دانش‌آموزان دبیرستانی لسوتو، پیوندهای دو کشور را مستحکم‌تر می‌کند.

## نمایندگی‌های دیپلماتیک مقیم
کانادا امور دیپلماتیک خود با لسوتو را از طریق کمیسیون عالی خود در پرتوریا، آفریقای جنوبی انجام می‌دهد.
لسوتو کمیسیون عالی خود را در اتاوا حفظ کرده است.